# Henry Hardinge, 1. vikomt Hardinge
Henry Hardinge, 1. vikomt Hardinge (Henry Hardinge, 1st Viscount Hardinge of Lahore) (30. března 1785, Wrotham, Anglie – 24. září 1856, South Park, Anglie) byl britský vojevůdce a státník. Po účasti v napoleonských válkách zastával vládní funkce a byl generálním guvernérem v Indii. V armádě dosáhl hodnosti polního maršála a nakonec byl vrchním velitelem britského vojska. S titulem vikomta zasedal od roku 1846 ve Sněmovně lordů. Jeho vnuk Charles Hardinge byl diplomatem a v letech 1910–1916 místokrálem v Indii.
Pocházel z rodiny připomínané od 16. století, rod původně užíval jména Harding, Hardy nebo Hardie. Narodil se jako prostřední syn duchovního Henryho Hardinge, jeho starší bratr George (1781–1808) padl jako kapitán Royal Navy za napoleonských válek, mladší bratr Robert (1790–1864) sloužil v armádě a dosáhl hodnosti generálmajora.

## Účastník napoleonských válek a člen vlády
Studoval v Etonu a v roce 1799 vstoupil do armády, aktivní službu zahájil v Kanadě, později se v rámci napoleonských válek zúčastnil bojů ve Španělsku, kde byl dvakrát zraněn a rychle postupoval v hodnostech. V roce 1815 byl jako rytíř Řádu lázně povýšen do šlechtického stavu, v červnu 1815 v bitvě u Ligny přišel o levou ruku a kvůli vážnému zranění se nemohl zúčastnit bitvy u Waterloo. V letech 1815–1818 byl přidělen k pruské armádě jako součásti okupačních vojsk ve Francii. V roce 1821 byl povýšen na plukovníka, mezitím se stal členem Dolní sněmovny (1820–1844). V politice patřil k toryům a blízkým spolupracovníkům vévody Wellingtona. Krátce po vstupu do parlamentu začal zastávat nižší vládní funkce související se správou armády, byl ředitelem vojenského zásobování v úřadu generálního polního zbrojmistra (1823–1827) a ve Wellingtonově kabinetu státním podsekretářem války (1828–1830), od roku 1828 též členem Tajné rady. V roce 1830 byl povýšen na generálmajora a v letech 1830 a 1834–1835 byl státním sekretářem pro Irsko, zároveň byl od roku 1830 členem irské Tajné rady.

## Generální guvernér v Indii a vrchní velitel britské armády
V roce 1841 byl povýšen na generálporučíka a v letech 1841–1844 byl státním sekretářem války. Generální guvernér v Indii 1844–1848. Do Indie byl jmenován poté, co dosavadní generální guvernér Edward Law byl odvolán pro svůj údajně příliš benevolentní přístup k domorodcům. Henryho Hardinge v úřadu ministra války nahradil Thomas Fremantle. V Indii v té době vypukla první sikhská válka, jíž se Hardinge aktivně zúčastnil. Původně přijal jen místo druhého velitele pod vrchním velením maršála Gougha, ale pro nesouhlas s jeho pozdějšími plány nakonec uplatnil svou autoritu generálního guvernéra a velení převzal sám. Vojenskými operacemi přispěl k rozšíření britských držav v Indii a po návratu do Anglie byl povýšen na vikomta Lahore s členstvím ve Sněmovně lordů. Později v první Derbyho vládě zastával post generálního polního zbrojmistra (1852), v roce 1854 byl povýšen na generála a v letech 1854–1856 byl vrchním velitelem britské armády. Mezitím byl v roce 1855 povýšen na polního maršála. Na funkci vrchního velitele rezignoval v červenci 1856 a zemřel o necelé dva měsíce později.

## Rodina
Oženil se v roce 1821, kdy měl již dostatečně vlivné postavení, a jeho manželkou se stala Emily Stewart (1789–1865), sestra ministra zahraničí vikomta Castlereagha. Z jejich manželství pocházely čtyři děti, dědicem titulů byl starší syn Charles Stewart Hardinge, 2. vikomt Hardinge (1822–1894), mladší syn Sir Arthur Edward Hardinge (1828-1892) dosáhl v armádě hodnosti generála, byl velitelem v Bombaji a guvernérem na Gibraltaru. Z dalšího potomstva později vynikl Charles Hardinge (1858–1944), diplomat a místokrál v Indii.